# Empoli F.C.
Empoli Football Club, almindeligvis blot kendt som Empoli, er en italiensk fodboldklub fra byen Empoli i regionen Toscana. Klubbens farver er blå og hvid. Holdets kælenavn er Azzurri på grund af farven på den første spilletrøje. Holdet spiller sine hjemmekampe på Stadio Carlo Castellini. Klubben blev grundlagt i 1920.

## Historie
I august 1920 blev Foot Ball Club Empoli og Unione Sportiva Empoleses fodboldafdeling grundlagt. Efter en deltagelse i San Miniato-turneringen dannede klubberne en samlet klub i Empoli. Fra den efterfølgende sæson blev den nydannede klub en del af FIGC, og godkendt af den toscanske regionale komite i september. Herefter trådte klubben ind i Promozione Toscana A 1921-1922, men frasagde sig deltagelse på grund af økonomiske problemer. I stedet deltog de i Terza Divisione Toscana, hvor holdet sluttede som nummer to i gruppe A.
Der skulle gå mange år, før Empoli blev en del af den landsdækkende Serie A, der blev grundlagt i sæsonen 1929/30. Bortset fra en kort periode i Serie B i slutningen af 1940'erne lå klubben i Serie C indtil begyndelsen af 1980'erne, hvor en ny fase i klubbens historie begyndte.
Den første sæson i den bedste række var 1986/87, hvor det lykkedes at overleve, selvom man kun scorede 13 mål i sæsonens 30 kampe. Det skyldtes bl.a., at Udinese fik en pointstraf på ni points og dermed endte sidst.
Efter en nedtur, hvor man med nød og næppe undgik en nedrykning til den fjerdebedste række, fandt man tilbage til Serie A igen i 1997 med bl.a. Alessandro Birindelli og Christian Amoruso på holdet. De kommende angrebsstjerner Luca Toni og Antonio Di Natale var også i truppen, men fik meget få kampe.
Empoli indledte nu en tilværelse som elevatorklub mellem de to bedste rækker og kunne for første gang bide skeer med de store naboer i Fiorentina. Det hidtil bedste resultat kom i 2007 med en syvendeplads i Serie A. Det førte til klubbens foreløbig eneste europæiske kvalifikation, men man måtte forlade UEFA Cuppen efter et nederlag til FC Zürich i første runde.
I 2010'erne fik de senere napolispillere Giovanni Di Lorenzo, Piotr Zieliński, Elseid Hysaj og Mário Rui deres gennembrud i Empoli. Flere af dem blev bragt sydpå af deres tidligere træner Maurizio Sarri, der også havde fået sit Serie A gennembrud i den toscanske klub.
Yo-yo tilværelsen er fortsætter for Empoli, men klubben lader til at have stabiliseret sig på et niveau, som man kun kunne drømme om før 1980'erne.

## Stadion
Empolis stadion er opkaldt efter angriberen og rekordholderen Carlo Castellani, der i årene før Anden Verdenskrig spillede for Empoli. Castellani døde af dysenteri i koncentrationslejren Gusen i 1944. Castellinis målrekord for Empoli blev først overhalet af Francesco Tavano i 2011.

## Fans, venskaber og rivaler
Empolis største rival er den traditionelle storebror Fiorentina fra Toscanas hovedstad Firenze ikke langt fra Empoli. Klubbens ultras har derimod venskaber, på italiensk gemellaggio, med fangrupper fra Crotone og Parma. Sidstnævnte skulle angiveligt været opstået en der en Serie B kamp i 1984 mellem de to hold. Det var så tåget, at mange fans ikke kunne se, hvad der foregik på banen. Af høflighed måtte de tilrejsende Parmafans fortælle hjemmeholdets tifosi, at deres hold havde vundet 1-0. På trods af nederlaget tog Parmafansene det pænt, alle lo over det barokke i situationen, og et venskab var født.

## Kendte spillere gennem tiden
- Antonio Di Natale
- Piotr Zieliński
- Luca Toni
- Davide Moro
- Francesco Tavano
- Riccardo Saponara
- Carlo Castellani
- Massimo Maccarone
- Mirko Valdifiori
- Ismaël Bennacer
- Johnny Ekström
- Claudio Marchisio
- Manuel Pasqual
- Daniele Baldini
- Sebastian Giovinco
- Elseid Hysaj
- Kristjan Asllani

## Danske spillere gennem tiden
- Jacob Rasmussen (2018-2019)